# Punktierung (Entomologie)
Unter Punktierung oder Punktur (von spätmittelhochdeutsch punctierunge beziehungsweise spätlateinisch: punctura = das Stechen) versteht man in der Entomologie eine bestimmte Oberflächenstruktur des Exoskeletts von Insekten, bei der dieses punktähnliche Vertiefungen aufweist. Die einzelnen Vertiefungen nennt man Punkte (von lat. „punctum“ für „Stich, Punkt“). Eine Oberfläche mit Punktur heißt punktiert oder gepunktet. Ist die Oberfläche glatt oder anders skulpturiert (beispielsweise gerunzelt, gekörnt oder chagriniert, d. h. von einem feinen Muster polygonaler Maschen überzogen) heißt sie unpunktiert.

## Abgrenzung gegen ähnliche Begriffe
Im Englischen wird „puncture“ außer in der hier beschriebenen Bedeutung als Punkt noch in einen anderen Sinn gebraucht. Der Begriff wird für das Anstechen oder punktförmige Benagen von tierischem oder pflanzlichen Gewebe und dessen Ergebnis verwendet. Die Durchbohrung der Oberfläche zum Zweck der Nahrungsaufnahme heißt beispielsweise „feeding puncture“ die zur Eiablage „oviposition puncture“; auch gibt es bei bestimmten Insekten ein Anstechen der Weibchen zum Zweck der Begattung.
Die in wissenschaftlichen Namen auftretenden Verbindungen mit dem Wortstamm „punct“, die häufig in die deutschen Trivialnamen übernommen werden (Beispiel Coccinella septempunctata Siebenpunkt-Marienkäfer) benennen ebene farblich hervorgehobene Flecke, die weit größer sind als die Punkte der Punktur. Größere rundliche Vertiefungen nennt man dagegen „Grube“ (Abb. 13).

## Allgemeines
Die Punktierung ist genetisch festgelegt. Sie variiert zwar individuell, aber nur unwesentlich. Grundsätzliche Eigenschaften der Punktierung sind innerhalb einer Insektenart konstant. Die Art der Punktierung spielt deswegen bei der Beschreibung systematischer Einheiten, insbesondere von Arten, teilweise eine wichtige Rolle. Da sich die Punktierung mit dem Alter des Insekts wenig abnutzt, kann sie auch bei älteren Tieren zur Bestimmung benutzt werden, – im Unterschied beispielsweise zu der Behaarung.
Wegen der guten Konstanz der Punktur könnte man die Punktierung eines Körperteils einer bestimmten Art ziemlich exakt beschreiben, etwa durch die ungefähre Anzahl der Punkte pro Flächeneinheit, die Größe der Punktdurchmesser und die Art ihrer Verteilung. In der Geschichte der Entomologie war jedoch nach den knappen Erstbeschreibungen die Aufmerksamkeit hauptsächlich auf die Abgrenzung ähnlicher Arten gegeneinander gerichtet. Deswegen findet man in der Literatur fast ausschließlich relative Beschreibungen wie „dichter – weniger dicht“ oder „grob – fein“.
Da die Punkte in aller Regel wesentlich kleiner als ein Millimeter im Durchmesser sind, kann die Punktur im Regelfall nur mit Hilfe einer Lupe, eines Binokulars oder eines Mikroskops genauer untersucht werden. Dies ist häufig mit der Verwendung einer künstlichen Lichtquelle verbunden. Dabei ist zu bedenken, dass Feinheiten der Punktierung erst bei kleinen Bewegungen des Objekts, leichten Veränderungen der Schärfentiefe und Wechsel der Richtung des Lichteinfalls mit entsprechender Bewegung des Schattens erkannt werden. Deswegen sind zweidimensionale Fotos nur mit Übung dreidimensional interpretierbar. Beispielsweise können durch Umklappen des räumlichen Eindrucks Vertiefungen als Erhöhungen erscheinen.

## Arten der Punktierung

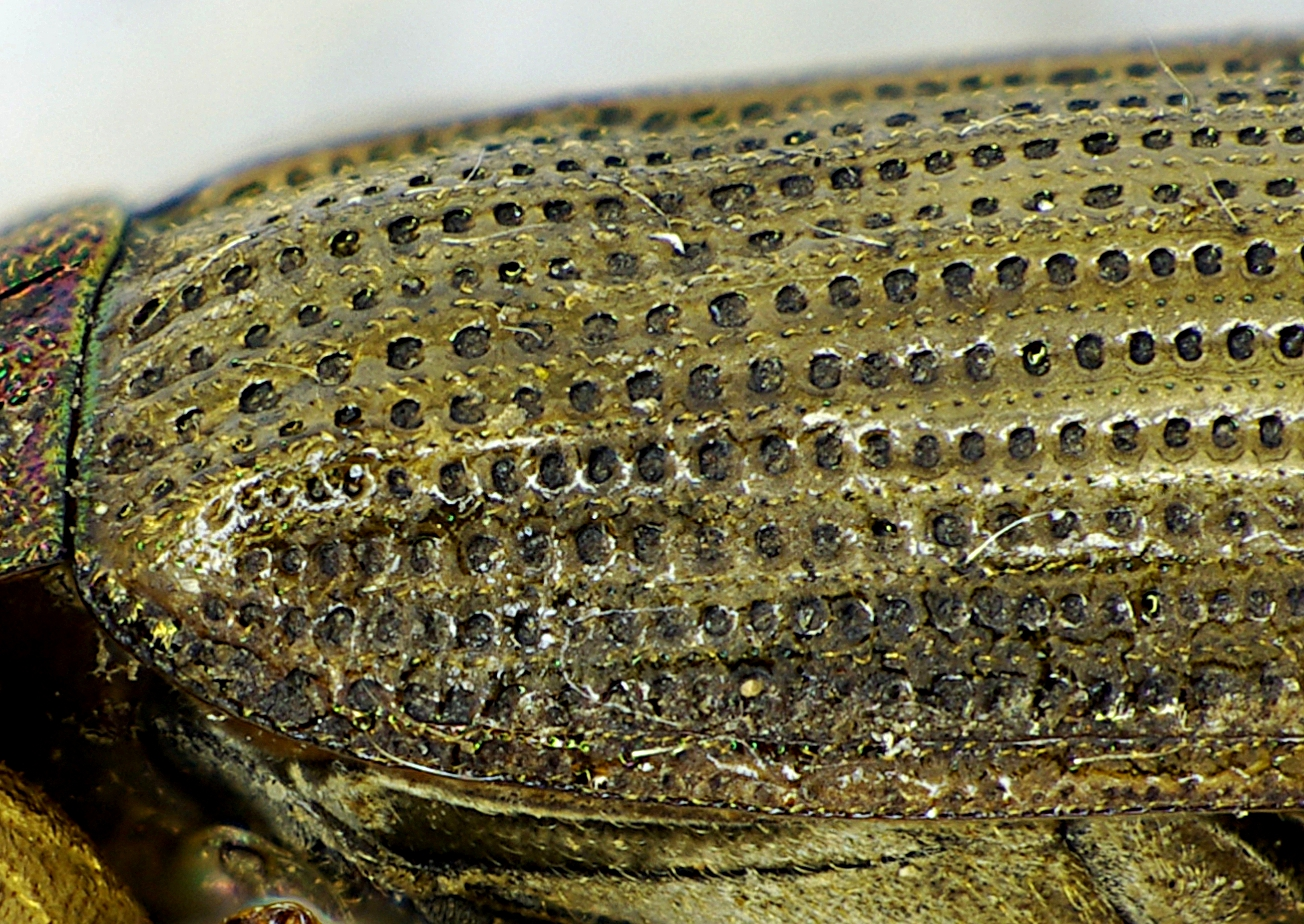
Abb. 1: Regelmäßige Streifen Helophorus grandis
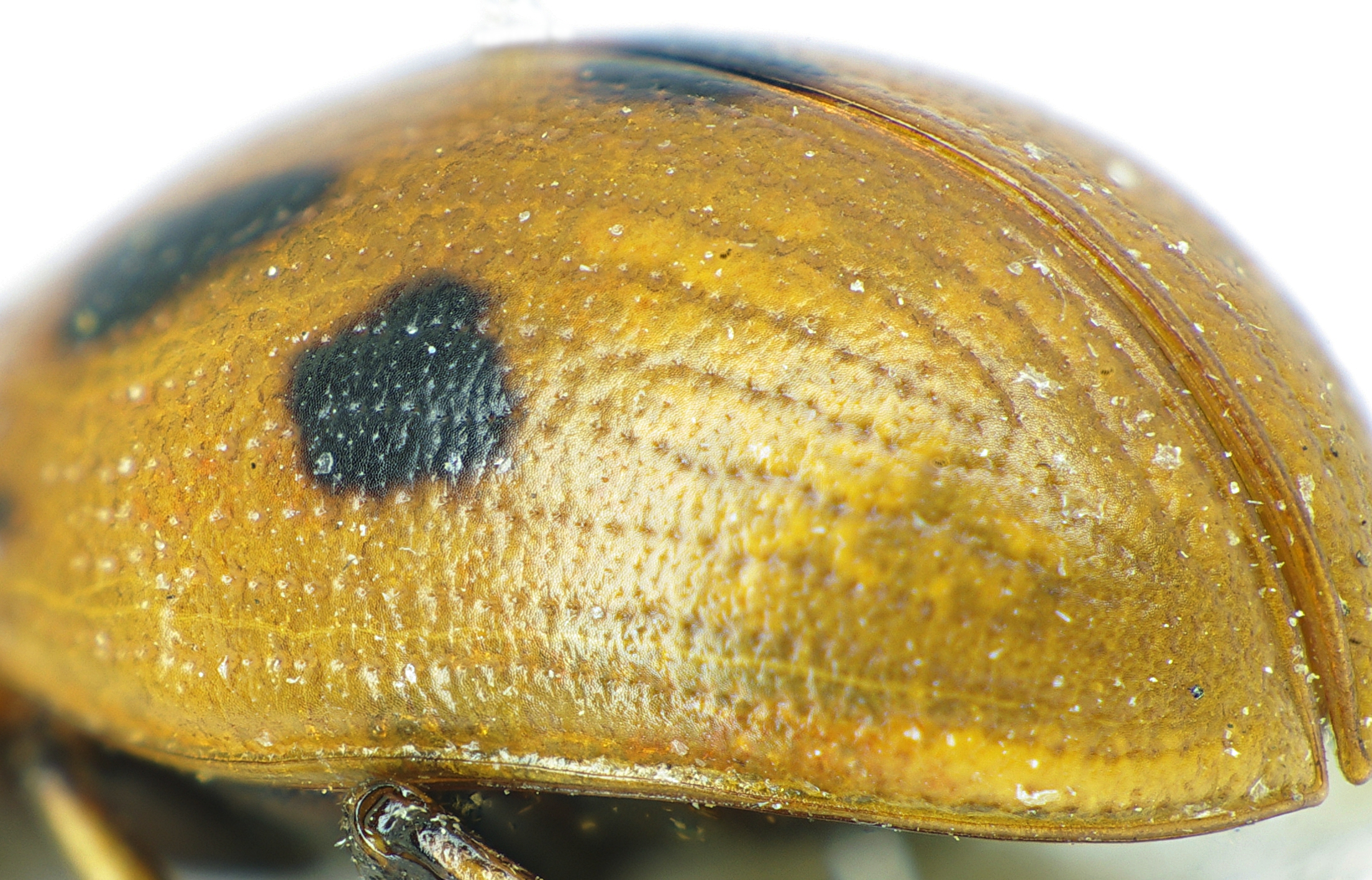
Abb. 2: Unregelmäßige Streifen Gonioctena fornicata
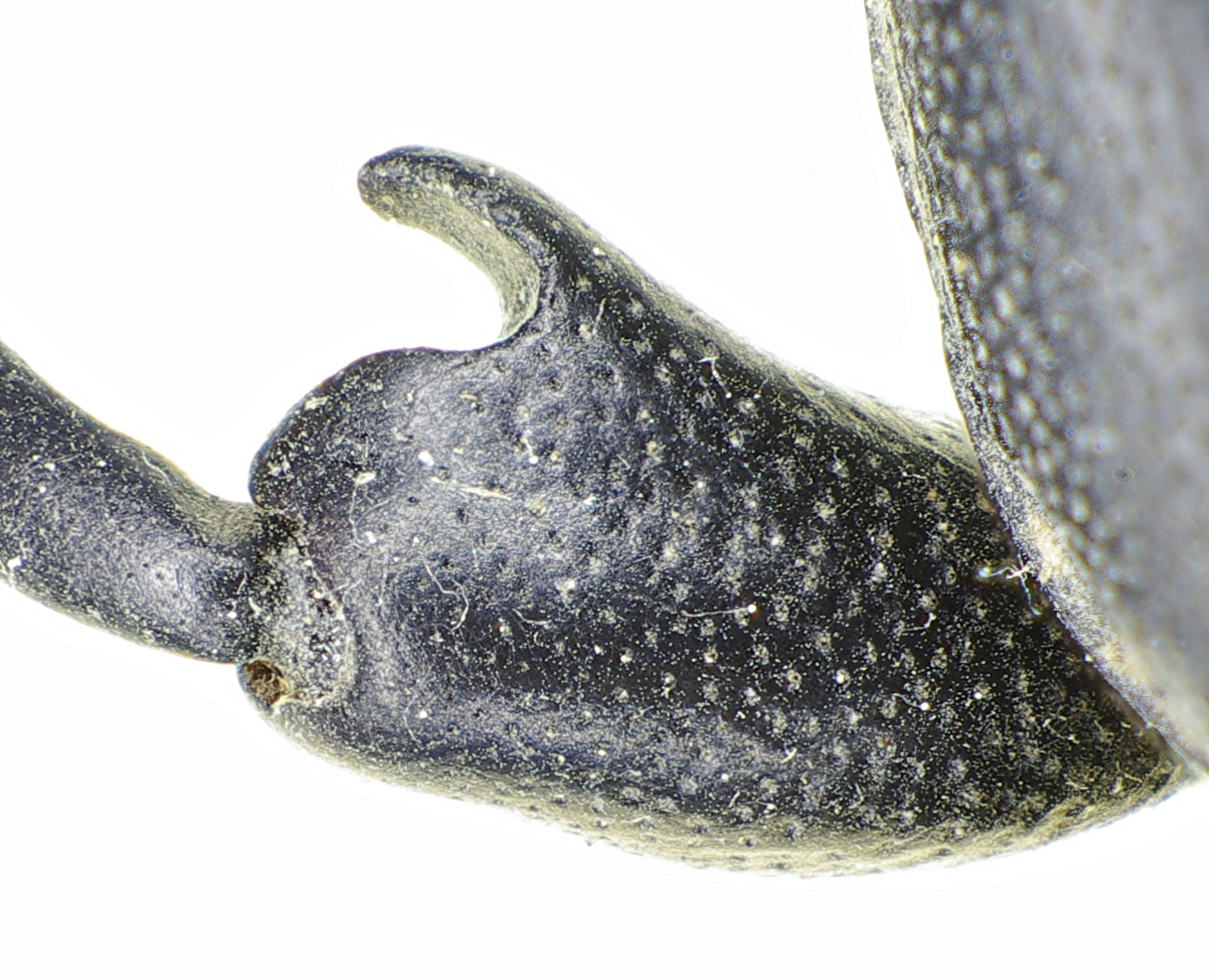
Abb. 3: Diffuse Punktur Bein von Scaurus sp.
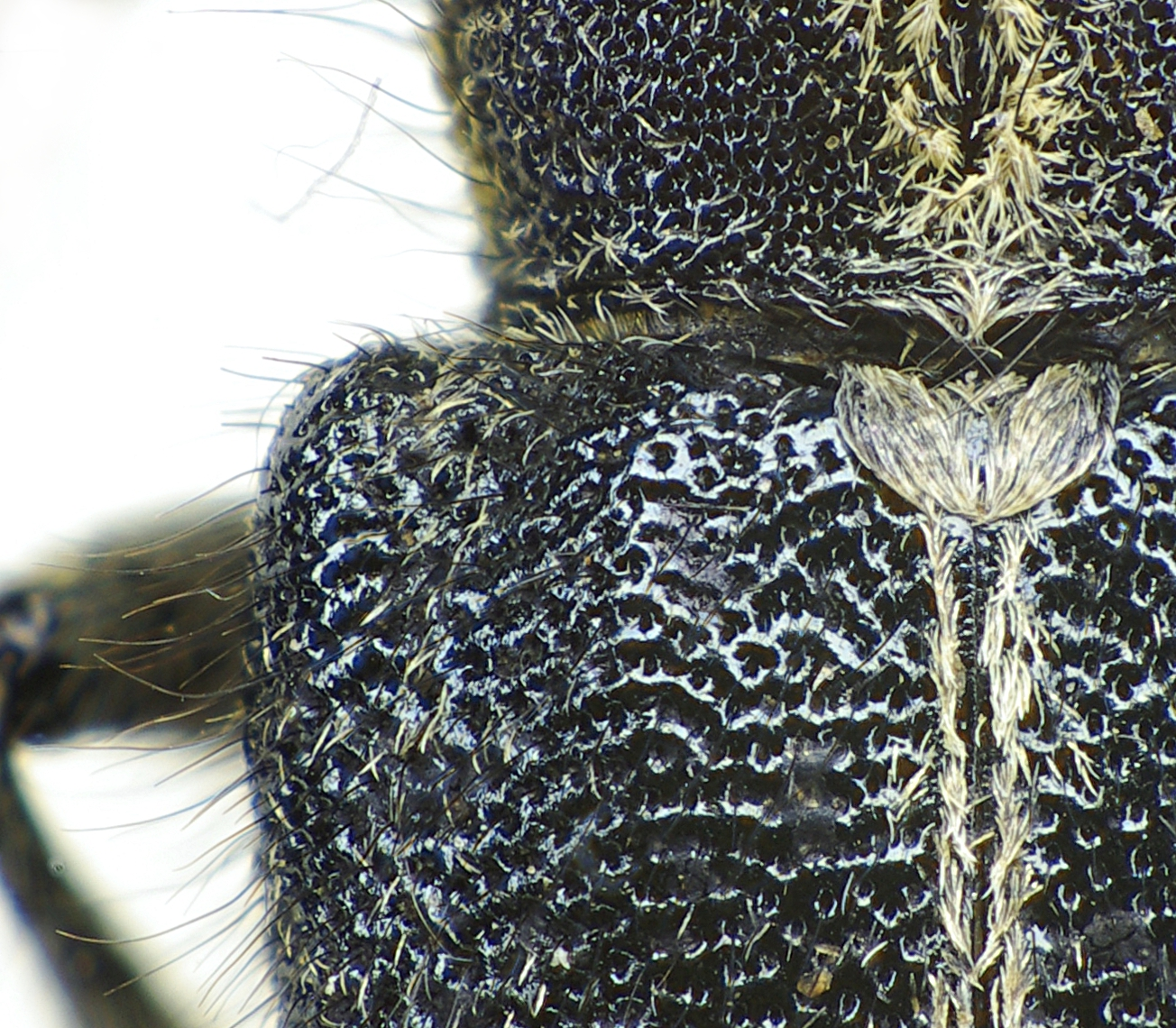
Abb. 4: Dichte, grobe Punktur Agapanthia cardui
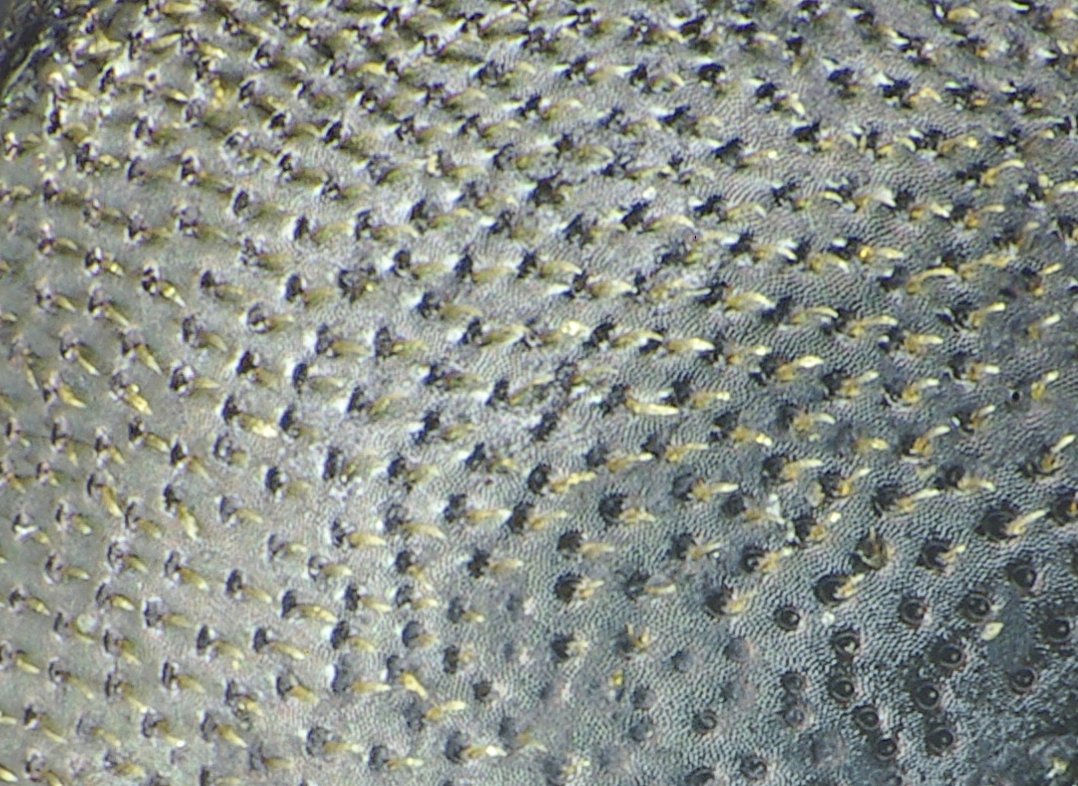
Abb. 5: raspelartige Punktur Onthophagus verticicornis
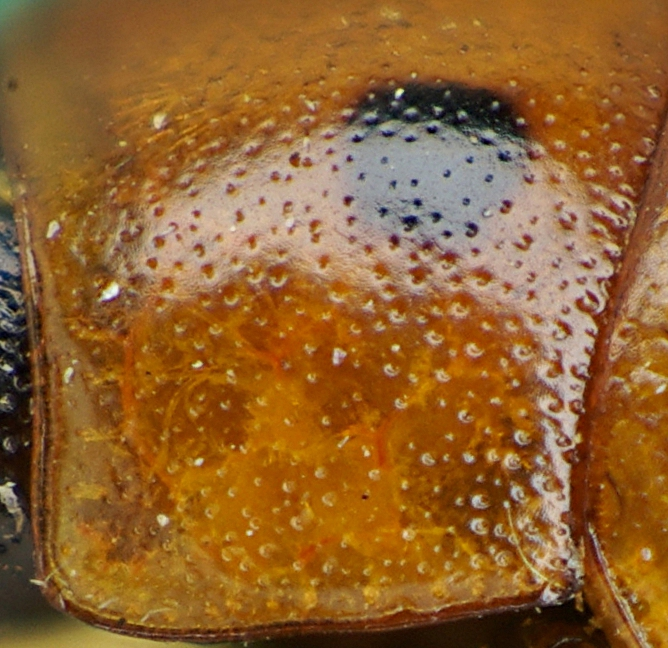
Abb. 6: Feine Punktierung Gonioctena fornicata
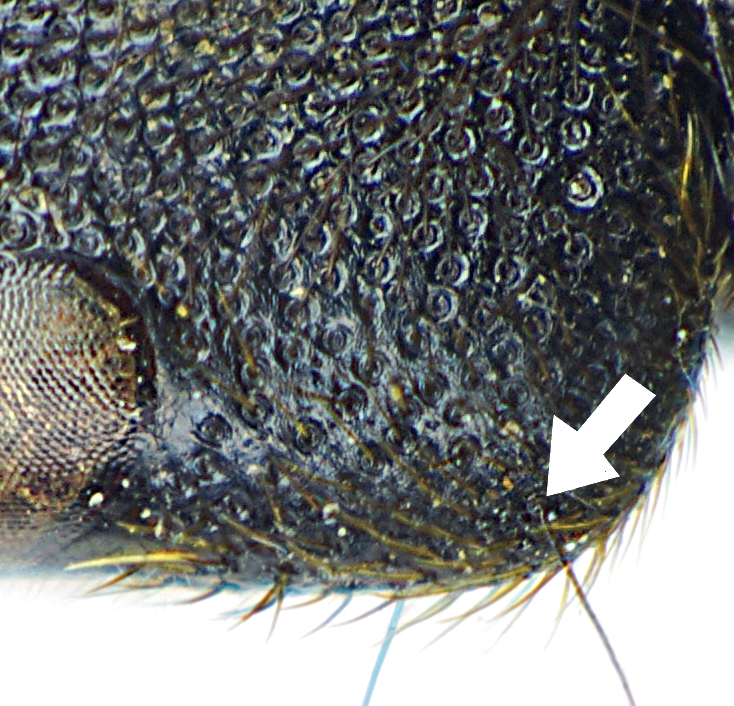
Abb. 7: Nabelpunkte Kopf Platydracus stercorarius
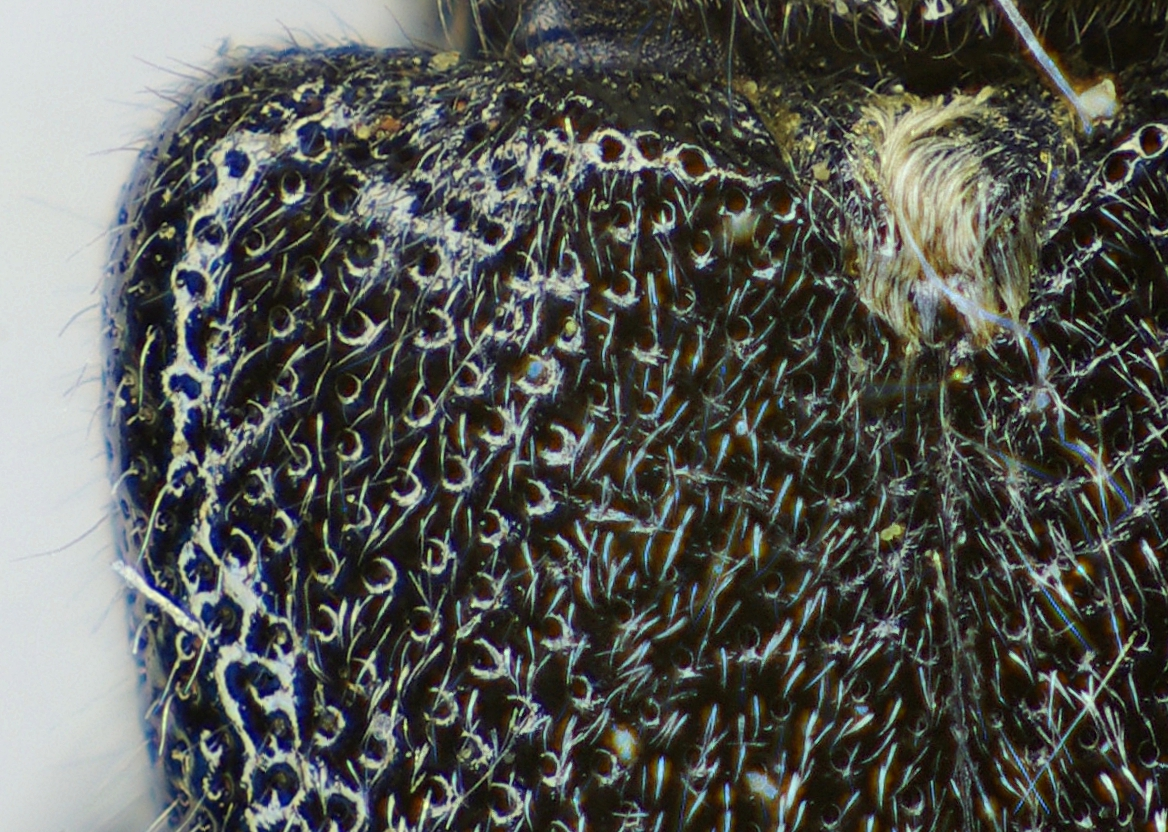
Abb. 8: Tief eingestochene Punkte Flügeldecke Stenostola dubia
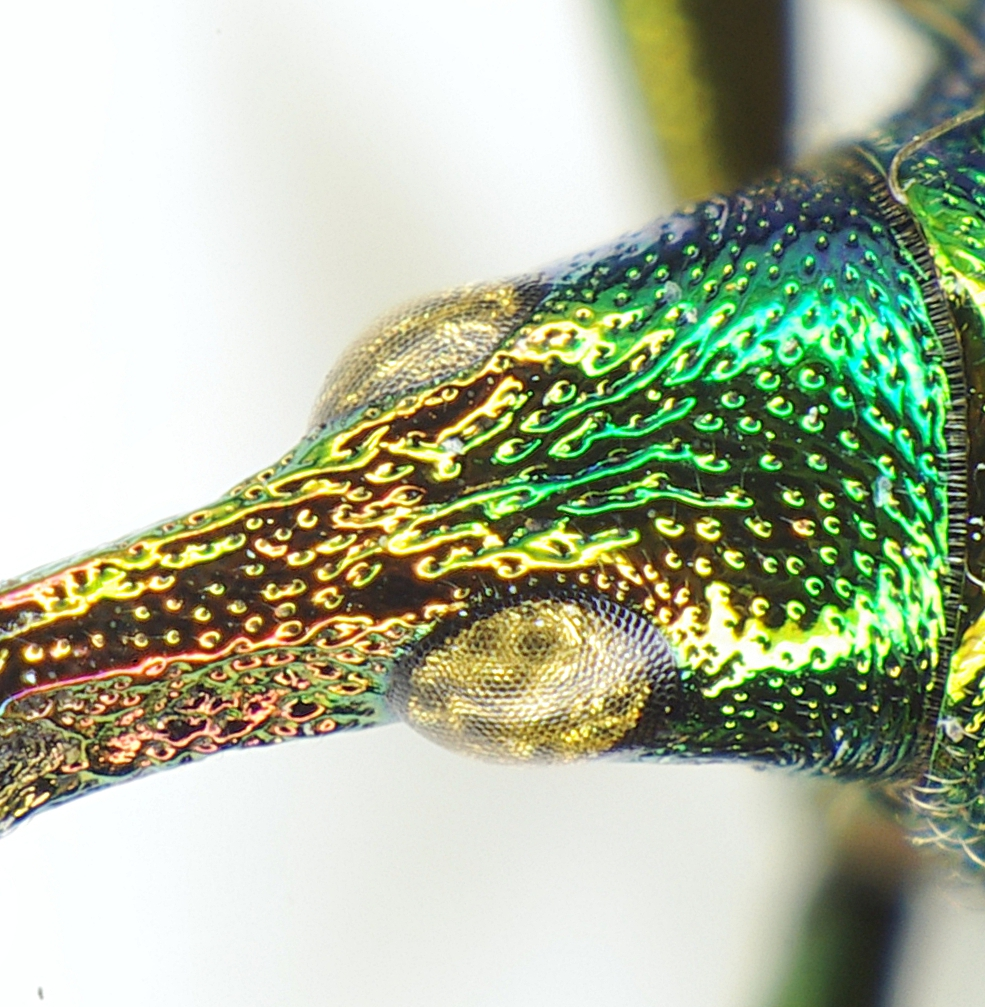
Abb. 9: Verrunzelte Punktur Stirn Byctiscus betulae
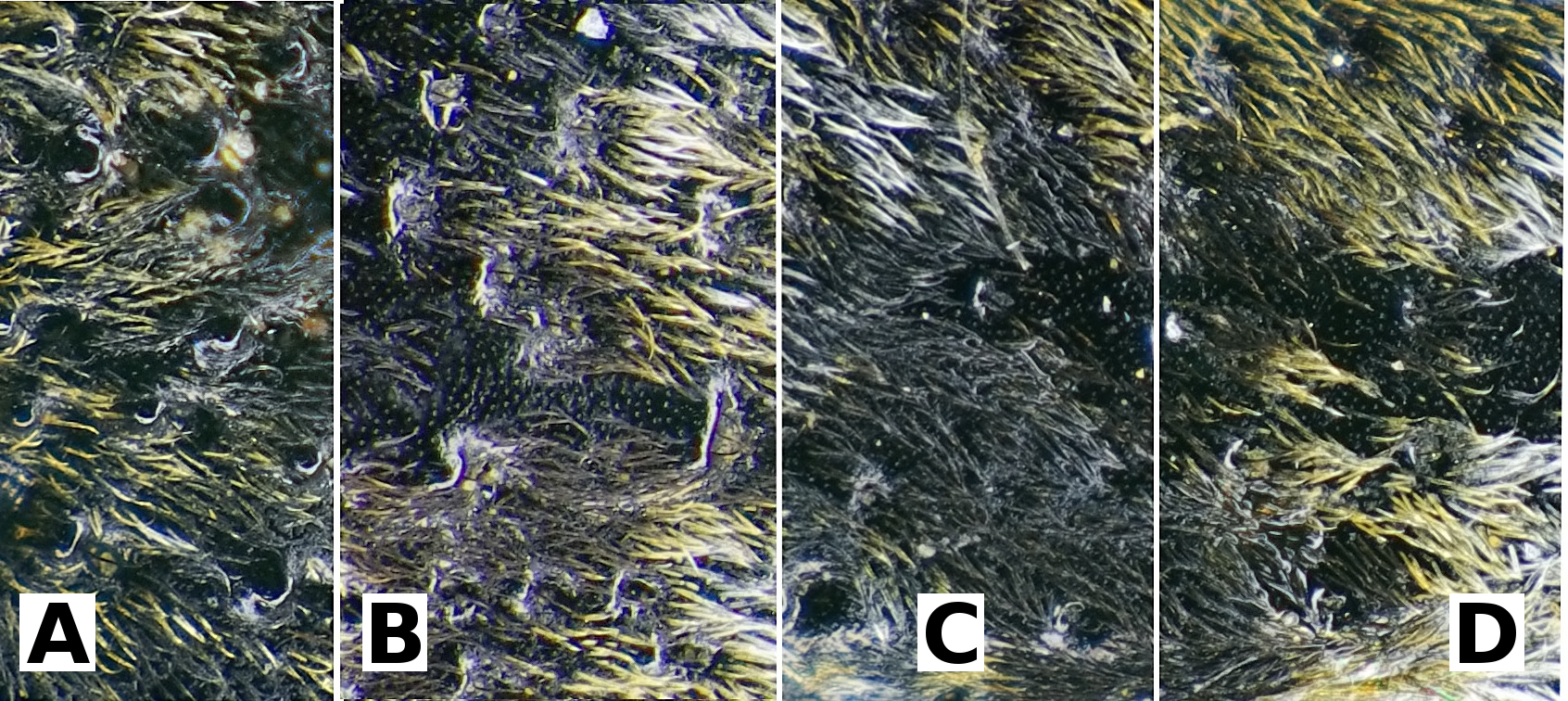
Abb. 10: Doppelte Punktierung, zunehmende Verflachung der groben Punkte nach hinten, Flügeldecke von Aegomorphus clavipes
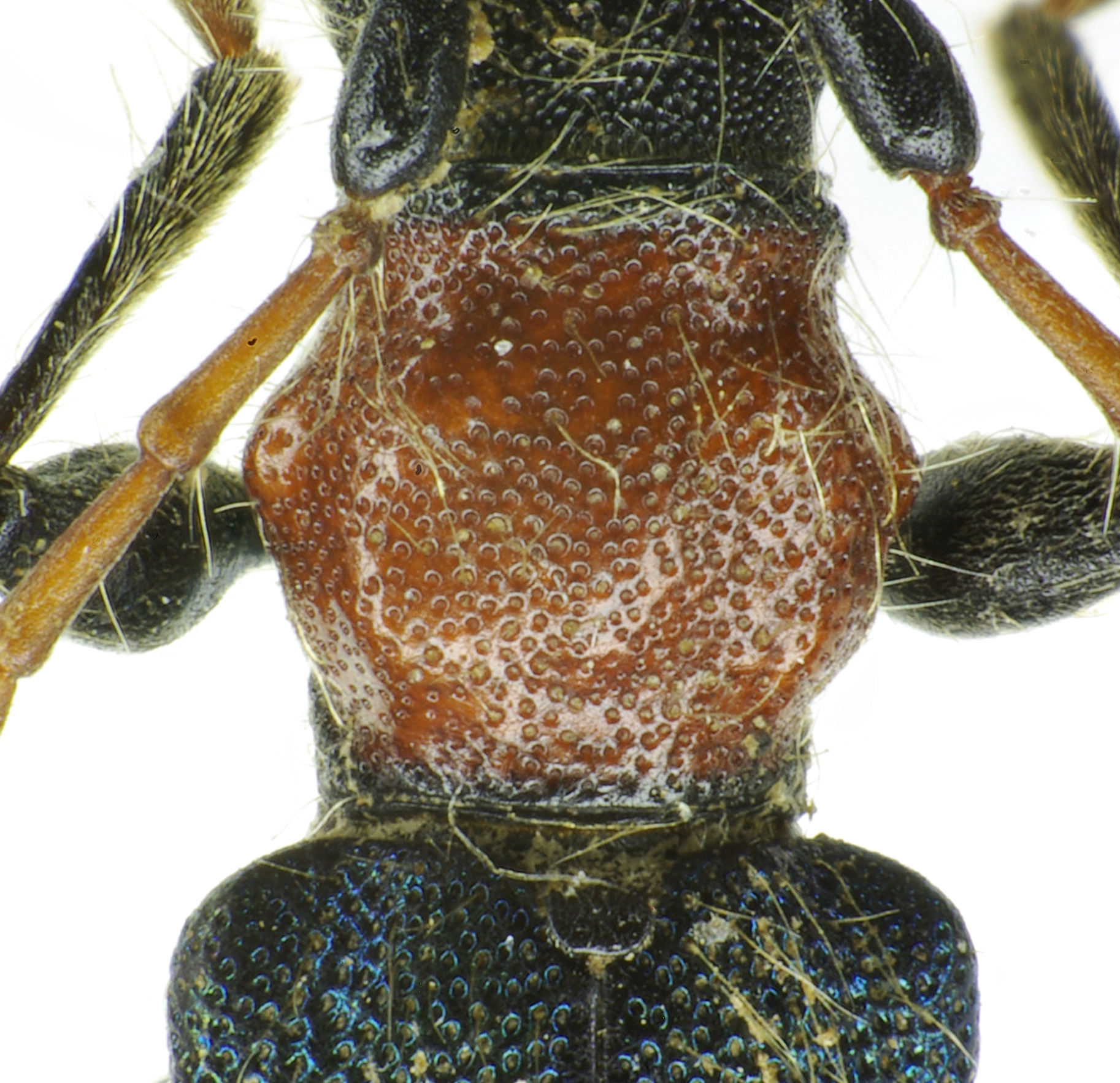
Abb. 11: Certallum ebulinum, Punktur ungleich dicht
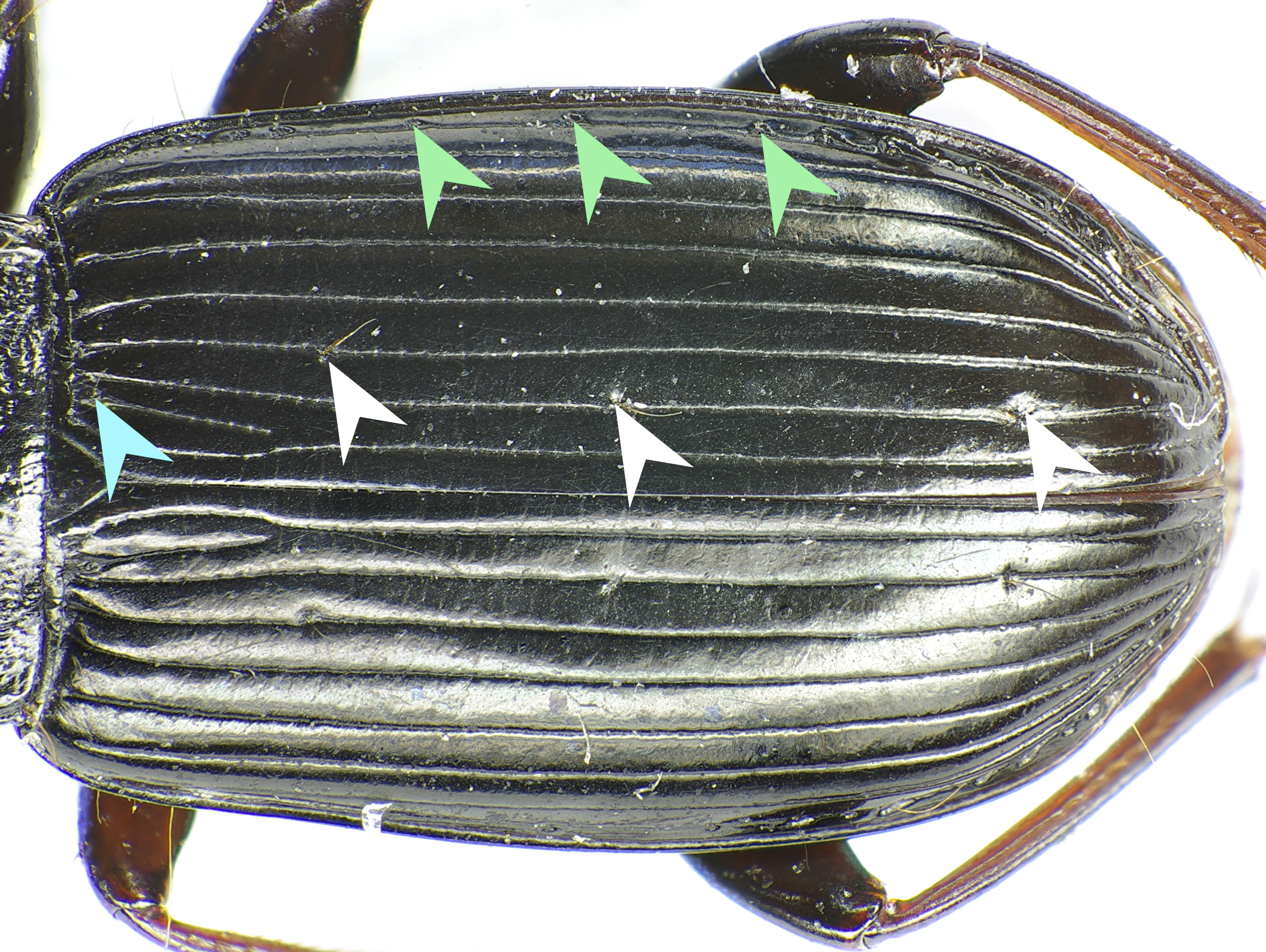
>Abb. 12: Porenpunkte Aegomorphus clavipes
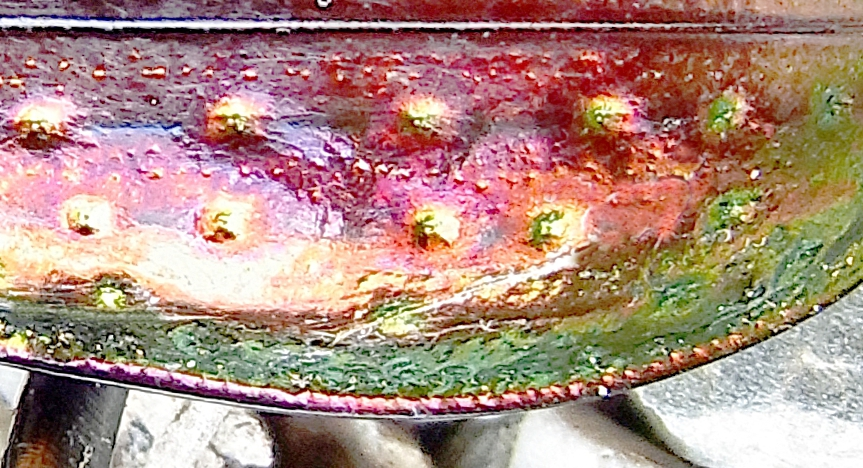
Abb. 13: Gruben Flügeldecke Carabus rutilans
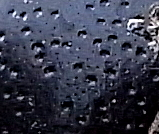
Abb. 14: doppelte Punktur Coprimorphus scrutator

Die Punktierung lässt sich unter verschiedenen Gesichtspunkten einteilen, beispielsweise nach der Anordnung der Punkte, ihrer Größe und Dichte und ihrem Aussehen.

### Anordnung der Punkte
Sehr häufig, insbesondere auf den Flügeldecken der Käfer, sind die Punkte in Reihen geordnet, die mehr oder weniger parallel zur Flügeldeckennaht verlaufen. Solche Reihen nennt man Streifen (lat. striae, Einzahl stria). Sie können regelmäßig (geradlinig, Abb. 1) oder etwas unregelmäßig (diffuse Reihen, Abb. 2) sein. Im anderen Fall nennt man die Punktur ungeordnet oder diffus (Abb. 3).

### Dichte der Punkte
In einem Extrem stehen die Punkte dicht (gedrängt) oder sehr dicht beieinander, im anderen liegen sie zerstreut bis einzeln. Bei dicht stehenden Punkten unterscheidet man häufig, ob der Abstand zwischen den Punkten größer, gleich, oder kleiner als der Durchmesser der Punkte ist. Die Dichte der Punkte variiert häufig in charakteristischer Weise. Beispielsweise können die Punkte auf der Scheibe des Halsschildes dicht, gegen den Rand hin zunehmend zerstreut stehen. Sowohl bei zerstreut als auch bei dicht stehenden Punkten können die Abstände der Punkte zueinander entweder ungefähr gleich groß sein oder es gibt sowohl dichter als weniger dicht beieinander stehende Punkte (Abb. 14). Bei dicht stehenden Punkten mit etwa gleichem Abstand spricht man von einer netzförmigen Punktur. Beispielsweise ist in Abb. 4 die Punktierung dicht, auf dem Halsschild (oben) etwas dichter als auf den Flügeldecken (unten). Und in Abb. 11 ist der Halsschild nicht einheitlich gleich dicht punktiert, wohl aber die Flügeldecken.

### Art der einzelnen Punkte
Bei großen Einzelpunkten spricht man gewöhnlich von einer groben Punktierung (Abb. 4) bei kleinen Punkten von einer feinen Punktur (Abb. 6). Bei einer feinen Punktierung differenziert man, ob sie noch mit bloßem Auge oder nur bei einer Vergrößerung zu erkennen ist. Letzteres kann man auch mit „scheinbar unpunktiert“ umschreiben. Eine doppelte Punktierung liegt vor, wenn die Größe der Punkte deutlich zwei Größenklassen zuzuordnen sind. Man bemerkt dann in der Regel zuerst nur die großen Punkte, beim genaueren Hinsehen dazwischen die kleinen Punkte (Abb. 14 auch in Abb. 10b gut erkennbar). Eine sehr feine Punktierung wird manchmal als „punktuliert“ beschrieben.
Im einfachsten Fall haben die Punkte die Form eines Eindrucks, wie ihn beispielsweise eine Kugel im Sand hinterlässt (Abb. 1). Punkte können jedoch auch flach (Abb. 3) oder tief (kräftig, tief eingestochen Abb. 8) sein. In Abb. 10 verflachen die großen Punkte von A nach D (A nahe der Basis, D nahe dem Ende der Flügeldecke).
Außerdem muss der Eindruck nicht rund sein. Bei länglichen Eindrücken können beide Enden abgerundet sein, oder eine Seite läuft spitz zu (tropfenförmig) oder beide Seiten enden spitz. In Abb. 9 erkennt man verschiedene Übergänge von runden zu verrunzelten Punkten. In seltenen Fällen hat der rundliche Punkt auch mehrere auslaufende Ecken, wie etwa ein Bombenkrater. Die Ränder der Punkte können auf einer Seite zu einem Buckel oder einer Spitze aufgeworfen sein, so dass die Punktur raspelartig ist (Abb. 11 5). Die Punktierung heißt genabelt, wenn der einzelne Punkt innen einen Ringwall trägt oder einer Spaltöffnung auf dem Blatt einer Pflanze gleicht.
Entspringt in einem Punkt ein (Sinnes)-Haar, dann nennt man den Punkt Porenpunkt. Die feinen Sinneshaare (Trichobothrien) sind dabei viel schwieriger als der zugehörige Porenpunkt direkt sichtbar. Die Lage von Porenpunkten mit Sinneshaaren ist z. B. bei der Bestimmung von Webspinnen sehr wichtig. Ein Porenpunkt kann gleichzeitig Nabelpunkt sein. Der Kopf in Abb. 7 ist mit Nabelpunkten bedeckt, der weiße Pfeil zeigt auf einen Nabelpunkt, der auch Porenpunkt ist. Die Pfeile in Abb. 12 zeigen auf Porenpunkte. Diese sind gleichzeitig genabelt.
Borstenpunkte, auch Borstengrübchen oder Alveolen genannt sind allgemein Punkte, in denen ein Haar, eine Borste oder eine Schuppe entspringt.